# Plounéventer
Plounéventer is een gemeente in het Franse departement Finistère, in de regio Bretagne. De plaats maakt deel uit van het arrondissement Morlaix. Plounéventer telde op 1 januari 2022 2.212 inwoners.

## Geografie
De oppervlakte van Plounéventer bedroeg op 1 januari 2022 27,28 vierkante kilometer; de bevolkingsdichtheid was toen 81,1 inwoners per km².

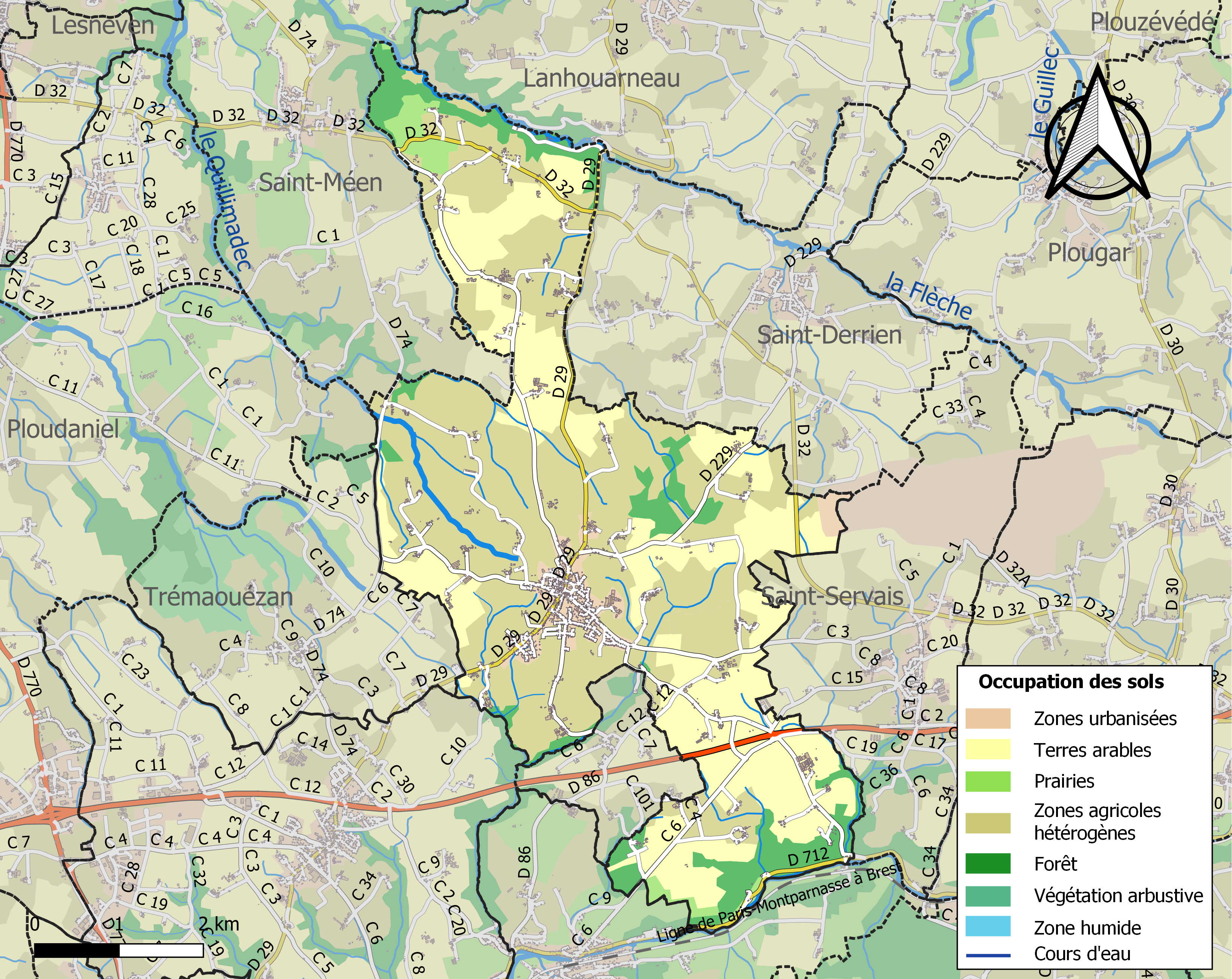
Kaart van de gemeente met belangrijkste infrastructuur, bodemgebruik en omliggende gemeenten

## Demografie
Onderstaande figuur toont het verloop van het inwonertal (bron: INSEE-tellingen).